# Mariholmen (Bergen)
Ne doit pas être confondu avec Mariholmen ou Mariholmen (Øygarden).
Mariholmen est une île norvégienne du comté de Hordaland appartenant administrativement à Bergen.

## Description
Rocheuse et couverte d'arbres, elle s'étend sur environ 172 m de longueur pour une largeur approximative de 160 m. 